# Marpissini
Marpissini è una tribù di ragni appartenente alla sottofamiglia Marpissinae della famiglia Salticidae dell'ordine Araneae della classe Arachnida.

## Distribuzione
Gli 11 generi oggi noti di questa tribù sono diffusi pressoché in tutto il mondo: solo nel continente africano vi è un'unica specie, la Marpissa soricina, che è endemica del Camerun.

## Tassonomia
A dicembre 2010, gli aracnologi riconoscono 11 generi appartenenti a questa tribù:
- Abracadabrella Zabka, 1991 — Australia (3 specie)
- Breda Peckham & Peckham, 1894 — America meridionale (15 specie)
- Clynotis Simon, 1901 — Australia, Nuova Zelanda (8 specie)
- Clynotoides Mello-Leitão, 1944 — Argentina (1 specie)
- Fritzia O. P.-Cambridge, 1879 — Brasile, Argentina (1 specie)
- Hyctiota Strand, 1911 — Arcipelago delle Molucche (1 specie)
- Marpissa C. L. Koch, 1846 — Americhe, Eurasia, Nuova Zelanda, Camerun (48 specie)
- Mendoza Peckham & Peckham, 1894 — Eurasia, Africa settentrionale (7 specie)
- Naubolus Simon, 1901 — America meridionale (10 specie)
- Platycryptus Hill, 1979 — Americhe (4 specie)
- Psecas C. L. Koch, 1850 — America meridionale (14 specie)